# Rafael Alba
Rafael Yunier Alba Castillo (ur. 12 sierpnia 1993 w Santiago de Cuba) – kubański zawodnik taekwondo, brązowy medalista igrzysk olimpijskich z Tokio (2020) i Paryża (2024).

## Życiorys
Urodził się 12 sierpnia 1993 roku w Santiago de Cuba.
W 2016 roku reprezentował Kubę na Letnich Igrzyskach Olimpijskich w Rio de Janeiro, gdzie w rywalizacji zawodników taekwondo powyżej 80 kilogramów odpadł w ćwierćfinale z Dmitriy Shokinem z Uzbekistanu.
W 2020 roku ponownie wystąpił w barwach Kuby na Letnich Igrzyskach Olimpijskich, gdzie w tej samej konkurencji odpadł w pierwszej rundzie z Dejanem Georgiewskim z Macedonii Północnej, a w repasażach pokonał Seydou Gbané z Wybrzeża Kości Słoniowej i Sun Hongyi z Chin, co pozwoliło zdobyć mu brązowy medal.
W 2024 roku wystąpił na Letnich Igrzyskach Olimpijskich w Paryżu, gdzie ponownie startując w tej samej konkurencji odpadł w ćwierćfinale z Cadenem Cunninghamem z Wielkiej Brytanii, a brązowy medal zdobył dzięki pokonaniu Abdoula Razaka Issoufou z Nigru i Ivana Šapiny z Chorwacji.